# 南京市中级人民法院
南京市中级人民法院是中华人民共和国江苏省南京市的中级人民法院。

## 沿革
1949年4月23日中国人民解放军占领南京城，同年6月1日成立南京市人民法院。中华人民共和国建国初期，因南京直辖市受华东军政委员会管辖，故南京市人民法院受最高人民法院华东分院管辖。1955年1月，南京市人民法院改建为南京市中级人民法院。

## 机构设置
南京中院设有立案、刑事、民事、行政、未成年人及家事、审判监督及执行等业务部门14个，设有办公室、干部人事处、综合处、法官培训处、监察室、机关党委、研究室、审判管理办公室、司法鉴定处、宣传处、老干部处、司法行政装备管理处等综合部门12个，并设有司法警察支队。下辖11个基层法院，22个人民法庭。

## 历任领导
| 院长 副院长 | 党组书记 |

## 知名案例
- 迟志强案
- 南京汤山投毒案
- 彭宇事件
- 原沈阳市常务副市长马向东受贿、巨额财产来源不明案
- 原福建省委常委、省委秘书长陈少勇受贿案
- 北京同仁堂诉台北中华同仁堂生物科技有限公司商标侵权案[1]
- 中国长江航运集团南京油运股份有限公司退市重整案[2]
- 郑东家暴亲生女致死案（判处无期徒刑）
- 人民教育出版社诉江苏人民出版社教辅书籍侵权案
- 章曙祥与江苏真慧影业有限公司导演聘用合同纠纷案
- 苏州市相城区阳澄湖大闸蟹集团公司等诉熊某某侵害商标权及不正当竞争纠纷案（原告胜诉）[3]
- 吴志成与中国人民解放军南京政治学院、南京龙蟠医院技术成果完成人奖励权纠纷案
- 李伟诉法国埃·雷米马丹干邑公司申请撤销仲裁裁决纠纷案（原告败诉）
- 南京石杨路6·20交通事故：一辆宝马以每小时190公里速度行驶，撞毁路上一辆马自达汽车而导致的交通事故
- 南京丛某被一外国人挑衅发生口角、用水果刀捅刺致外国人死亡，被判死刑
- 山东省人大常委会原党组成员、副主任张新起受贿案

## 对应基层人民法院
- 南京市玄武区人民法院
- 南京市秦淮区人民法院
- 南京市建邺区人民法院
- 南京市鼓楼区人民法院
- 南京市浦口区人民法院
- 南京市栖霞区人民法院
- 南京市雨花台区人民法院
- 南京市江宁区人民法院
- 南京市六合区人民法院
- 南京市溧水区人民法院
- 南京市高淳区人民法院